# TT Pro League
TT Premier Football League (sau Digicel Pro League din motive de sponsorizare) este primul eșalon din sistemul competițional fotbalistic din Trinidad-Tobago.

## Echipele sezonului 2010
Următoarele 11 echipe participă în sezonul 2010.
| Echipă            | Fondată în | Primul sezon | Oraș                         | Stadion                           | Locuri | Tiluri | Ultimul titlu |
| ----------------- | ---------- | ------------ | ---------------------------- | --------------------------------- | ------ | ------ | ------------- |
| Caledonia AIA     | 1979       | 2002         | Morvant/Laventille, Trinidad | Larry Gomes Stadium               | 10.000 | 0      |               |
| Defence Force     | 1972       | 2002         | Chaguaramas, Trinidad        | Hasely Crawford Stadium           | 27.000 | 20     | 1999          |
| Joe Public        | 1996       | 2002[N1]     | Arouca, Trinidad             | Marvin Lee Stadium                | 6.000  | 3      | 2009          |
| Ma Pau            | 2007       | 2008         | Woodbrook, Trinidad          | Manny Ramjohn Stadium             | 10.000 | 0      |               |
| North East Stars  | 2001       | 2002[N2]     | Sangre Grande, Trinidad      | Sangre Grande Recreational Ground | 7.000  | 1      | 2004          |
| Police            | 1975       | 2007[N3]     | Saint James, Trinidad        | Ato Boldon Stadium                | 10.000 | 3      | 1994          |
| San Juan Jabloteh | 1974       | 2002         | San Juan, Trinidad           | Hasely Crawford Stadium           | 27.000 | 4      | 2008          |
| South End         | 2008       | 2009         | Point Fortin, Trinidad       | Manny Ramjohn Stadium             | 10.000 | 0      |               |
| St. Ann's Rangers | 1979       | 2006         | San Juan, Trinidad           | Hasely Crawford Stadium           | 27.000 | 0      |               |
| Tobago United     | 2002       | 2003         | Bacolet, Tobago              | Dwight Yorke Stadium              | 7.500  | 0      |               |
| W Connection      | 1986       | 2002         | Point Lisas, Trinidad        | Manny Ramjohn Stadium             | 10.000 | 3      | 2005          |

N1.^ Joe Public a făcut parte din Pro League în 2002. Totuși, ei au renunțat la locul din ligă în sezonul 2003, dar au revenit în 2006.

N2.^ North East Stars a fost membru fondator al Pro League în 2002.Clubul a retrogradat în 2008 și revenit în 2010.

N3.^ Police a retrogradat în sezonul 2007 și a revenit în 2009.